# Richard Bradley (piloto)
Richard Bradley (Londres, 17 de agosto de 1991) es un piloto de automovilismo británico.

## Carrera

### Karting
Bradley comenzó su carrera en karting a la edad de once años, compitiendo en varios campeonatos internacionales y compitiendo en KF1 en 2008.

### Fórmula BMW
En 2010, Bradley hizo su debut en carreras de fórmula en la Fórmula BMW Pacific en Asia para el equipo Eurasia Motorsport bajo una licencia de carreras de Singapur. Acumuló siete victorias, ganando tanto el campeonato de novatos como el regular.

### Fórmula 3
En 2011, Bradley cambió a la Fórmula 3 en F3 Japonesa para Petronas Team TOM'S. Terminó quinto en la clasificación del campeonato con dos podios, lo que lo convirtió en el piloto con el puesto más bajo de toda la temporada. Durante la temporada también participó en el Gran Premio de Pau y el Gran Premio de Macao en el Trofeo Internacional de Fórmula 3 de la FIA para Carlin y TOM'S respectivamente.
Al año siguiente, Bradley volvió a competir en All-Japan F3 para TOM'S. Con seis podios, terminó cuarto en el campeonato. También participó en la ronda de Spa-Francorchamps en el Campeonato Europeo de Fórmula 3 de la FIA para Carlin.

### Super Fórmula
Bradley hará su debut en Super Fórmula, anteriormente Formula Nippon, para el equipo KCMG en 2013.